# Phricanthini
Los fricantinos (Phricanthini) son una tribu de lepidópteros ditrisios de la familia Tortricidae.

## Géneros
- Chersomorpha
- Denaeantha
- Phricanthes
- Scolioplecta.